# Fondation Surgir
La Fondation Surgir, stylisé SURGIR, est une ONG suisse qui lutte contre les violences basées sur le genre en Suisse et dans le monde. Cette organisation féministe milite notamment contre les violences domestiques, les mutilations génitales forcées, pour l'arrêt des mariages forcés et des crimes d'honneur mais aussi pour le respect de l'ensemble des droits des femmes et des personnes LGBTQ+. Ses bureaux se trouvent à Lausanne, en Suisse.
Enregistrée comme mouvement de défense et de secours et organisation internationale à caractère non gouvernemental, la Fondation Surgir est reconnue comme expert au Conseil de l'Europe auprès de l'Assemblée parlementaire pour le droit des femmes de vivre sans violence. Elle est également membre de la FEDEVACO en Suisse. Depuis 2005, elle est dotée du statut consultatif spécial auprès du Conseil économique et social des Nations unies à New York, Genève et Vienne. Engagée auprès de l’ONU, elle est membre de la Conférence des organisations non gouvernementales onusiennes (CONGO) depuis 2008.

## Création et historique
La Fondation Surgir a été fondée en 2001 par Jacqueline Thibault. Le 16 novembre 2006, l'organisation reçoit le Prix des droits de l'homme de la République Française ; une mention spéciale a été décernée à la Fondation Surgir par la Commission des droits de l'homme de la République française pour le mérite dont elle fait preuve en luttant pour la formation sociale et civique des femmes.
En 2009, sa présidente et fondatrice, Jacqueline Thibault, a été nommée chevalier de la Légion d’honneur en décembre 2009, et a reçu la médaille des mains du président Nicolas Sarkozy, pour l'action de la Fondation et pour son combat contre les violences faites aux femmes, en 2010.
Depuis 2020, celle-ci a passé la main à une nouvelle directrice. Depuis, les activités de Surgir se diversifient et des programmes basés en Suisse sont en développement en parallèle du programme de protection internationale (sauvetage). 

## Principes et objectifs
Partant d'une approche féministe et intersectionnelle, la fondation milite "pour faire reculer les injustices et les discriminations liées au genre". Elle lutte également contre le racisme et développe une approche écoféministe.
Par le biais de programmes terrains à l’étranger (prévention et formation) et de réseaux d’entraide (secours aux femmes en danger), la Fondation Surgir a longtemps été active au Moyen-Orient et en Asie.
Dans le cadre de son action, la Fondation Surgir a longtemps lutte particulièrement contre les mariages forcés et les meurtres liés à la dot. Elle soutient les femmes brûlées ou attaquées à l'acide et défend aussi les victimes d'abus sexuels et de violences intrafamiliales.
L'organisation s'oppose également à toutes les formes de crime d'honneur. Elle demande la fin de l’acceptation sociale de ses crimes dans les communautés concernées et d'agir en menant des projets de sensibilisation, de prévention des violences et d’aide directe dans plusieurs pays comme l'Israël, l'Inde, la Jordanie, la Palestine et la Suisse.
Elle organise aussi des sauvetages de femmes menacées de mort dans leur pays vers l’Europe lorsque l’aide directe s’avère impossible localement.
Elle soutient l'autonomisation des femmes accueillies en Suisse et en Europe. La Fondation Surgir alerte les autorités suisses et européennes de ce phénomène qui s’étend en Europe.

## Activités
La fondation soutient des programmes de lutte et de prévention des violences basées sur le genre grâce à des partenariats avec des organisations féministes dans divers pays : en Guinée avec le Club des Jeunes Filles leaders de Guinée, en Palestine avec l'association SAWA et à Jérusalem avec le Jerusalem Rape Crisis Center (JRCC). 
En Suisse, elle met en place un réseau de femmes bénévoles appelé "multiplicatrices" composé de femmes engagées bénévolement à l'accompagnement de victimes de violences de genre issues de la migration. La fondation organise chaque année un cycle de formations à destination de celles-ci. 
Surgir propose également un accompagnement holistique sur trois ans pour les personnes victimes de menaces de mort imminente dans leur pays (sauvetage). 
Elle organise régulièrement des événements de soutien et poursuit sa mission de sensibilisation via à ses réseaux sociaux et son blog. 

## Récompenses
- 2006 : Lauréate du Prix des droits de l'homme de la République française.